# Louis Caubet
Pour les articles homonymes, voir Caubet.
Louis Alfred Marin Caubet (Brest, 19 février 1865 - Versailles, 21 janvier 1945) est un officier de marine français.

## Biographie
Il entre à l'École navale en octobre 1880 et en sort aspirant de 2e classe en août 1882. Aspirant de 1re classe (octobre 1883), il embarque sur le Redoutable en escadre d'évolutions. 
Enseigne de vaisseau (octobre 1885), il sert sur le croiseur Talisman dans la division de l'Atlantique Nord puis sur l'aviso Dumont-d'Urville (1886-1888) et est breveté fusilier en 1889. 
Lieutenant de vaisseau (août 1890), il voyage sur les cuirassés Indomptable et Neptune à la division du Levant de 1891 à 1895. En 1896, il obtient son brevet de torpilleur et sert comme officier d'ordonnance du ministre en 1897-1898. Commandant de la canonnière Aspic en Cochinchine (1898-1900), il suit ensuite les cours de l’École supérieure de marine dont il est breveté d'état-major en 1901. 
De 1903 à 1905, il commande en escadre de Méditerranée le contre-torpilleur Arbalète et est nommé capitaine de frégate en août 1905. Chef d'état-major de la 2e division de l'escadre d'Extrême-Orient (1905-1907), il commande le croiseur Lavoisier pendant les opérations du Maroc en 1908. 
Promu chef de la 2e section de l’État-major de la Marine en 1910, il devient capitaine de vaisseau en décembre 1911 et commande le croiseur cuirassé Waldeck-Rousseau en escadre de Méditerranée. 
En 1914, il est nommé adjoint à l'amiral en commandement de la base maritime de Nantes-Saint-Nazaire et commande le cuirassé Vergniaud en armée navale de Méditerranée de 1915 à 1917. 
Contre-amiral (juin 1918), commandant de la 1re division légère de la 1re armée navale sur le Waldeck-Rousseau, il participe aux événements de mer Noire et y doit faire face à une mutinerie qui éclata sur plusieurs bâtiments. 
Il prend sa retraite en juin 1920 et s'éteint à Versailles le 21 janvier 1945.